# Fiat 20-30 HP
La Fiat 20-30 HP était un véhicule automobile fabriqué par le constructeur italien Fiat de 1908 à 1910. Il préfigure la nouvelle série baptisée « Type » avec le modèle Type 3 qui lui succède.
En 1908, avant de renouveler entièrement sa gamme de voitures particulières avec la nouvelle dénomination : Tipo, Fiat remplace son modèle 18-24 HP par la 20-30 HP.
C'est une voiture de classe moyenne supérieure que l'on définirait maintenant « grande routière ». Elle inaugure l'utilisation par le constructeur turinois du cardan en lieu et place des chaînes pour la transmission. Elle préfigure la future Tipo 3 qui lui succède dès 1910 et qui reprend une grande partie de sa base mécanique, l'installation électrique pour les feux de position avant et arrière ainsi que l'éclairage de l'habitacle.